# 直齒魚
直齒魚（学名：Orthodon microlepidotus）為輻鰭魚綱鯉形目雅羅魚科的一個種，分布於北美洲美國薩克拉門托河-聖約昆河、鹽水河等流域，本魚體呈紡錘型，額頭輪廓呈直線，眼睛小，末端嘴向上傾斜，年輕的個體顏色較為銀色，但隨著年齡的增長顏色會變深，鱗片異常小，沿側線鱗片數量為90-114個，背鰭起始於腹鰭後方，有9-11條鰭條，臀鰭有8-9條鰭條，腹鰭有10條鰭條，體長可達55公分，棲息在溫暖混濁的湖泊、滯水區，以浮游植物、浮游動物和有機碎屑為食，本物種壽命通常不超過五年，大多數在第一年和第二年快速生長，在兩到三歲時成熟，繁殖季節從春季到初夏，雄魚會在淺水中使雌魚卵受精，可做為食用魚。